# Lest Darkness Fall
Lest Darkness Fall ist ein 1941 erschienener Roman von Lyon Sprague de Camp aus dem Bereich der Alternativweltgeschichte, der als eines der frühesten und einflussreichsten Werke dieses Genres gilt. Er erzählt die Geschichte eines amerikanischen Archäologen, der durch eine Wetteranomalie zurück ins Jahr 535 versetzt wird und durch sein Handeln den Lauf der Geschichte maßgeblich verändert.
Auf Deutsch erschien der Roman zunächst stark gekürzt 1965 als Terra Sonderband Nr. 97 unter dem Titel Das Mittelalter findet nicht statt bei Moewig, dann erstmals vollständig 1973 bei Ullstein unter dem Titel Vorgriff auf die Vergangenheit.

## Inhalt
Der amerikanische Archäologe Martin Padway besucht im Jahr 1938 das römische Pantheon, als er sich nach einem Blitzeinschlag während eines schweren Unwetters plötzlich im Rom des Jahres 535 wiederfindet. Zu dieser Zeit ist die Stadt Teil des Ostgotenreichs und steuert auf den Beginn des Ersten Gotenkrieges zu. Dank seiner hervorragenden Latein- und Geschichtskenntnisse kann sich Padway der neuen Umgebung nahezu problemlos anpassen und wird als Martinus Paduei schnell zu einem erfolgreichen Geschäftsmann, indem er spätere Erfindungen wie die Druckpresse und die Telegrafie vorwegnimmt.
Als die Byzantiner in Italien einfallen, wird Paduei auch in die politischen Ereignisse verwickelt. Nachdem er dem Gotenkönig Theodahad das Leben rettet, wird er zu dessen wichtigstem Berater und revolutioniert dank seiner Kenntnisse in der Militärgeschichte auch das Kriegswesen. Als Heerführer kann Paduei die Armee des Belisar besiegen und nach Theodahads Abdriften in die Senilität einen seiner eigenen Gefolgsmänner auf dem Thron der Ostgoten platzieren. Nachdem die Armee des Johannes dem gotischen Heer eine empfindliche Niederlage zufügt, verkündet Paduei das Ende der Leibeigenschaft und stellt eine neue Streitmacht zusammen, welche die Byzantiner schließlich vernichtend schlägt. Durch Padueis Eingriff in die Geschichte wird das Ostgotenreich stabilisiert, die Goten vereinigt, und das dunkle Zeitalter findet nie statt.

## Rezeption
Lest Darkness Fall wurde in der Science-Fiction-Szene mit großer Begeisterung aufgenommen und machte das Genre der Alternativweltgeschichte populär. So bezeichnete P. Schuyler Miller den Roman neben Die Zeitmaschine von H.G. Wells als beste Zeitreiseerzählung überhaupt. Harry Turtledove betonte wiederholt den großen Einfluss, welchen die Lektüre von Lest Darkness Fall auf sein Leben gehabt habe. Im Laufe der Jahre erschienen mehrere an die Handlung angelehnte Kurzgeschichten und Anthologien, zuletzt 2011 Lest Darkness Fall and Related Stories.